# Губернский, Андрей Николаевич
Андрей Николаевич Губернский (20 января 1970) — советский и российский футболист, нападающий. Функционер в мини-футболе.

## Биография
Воспитанник чертановской футбольной школы. Первый тренер — Юрий Карнов.
В 1987—1990 годах играл за московскую СК ЭШВСМ / «Звезду» во второй лиге. В 1990 году перешёл в «Красную Пресню». В 1991 году в первенстве центральной зоны второй лиги в составе команды, переименованной в «Асмарал», в 38 играх забил 32 мяча. При этом в последних двух матчах забил 11 мячей — пять в ворота «Арарата-2» (5:1) и шесть — в ворота «Лори» Кировакан (14:0). В 1992 году провёл 19 матчей, забил 5 мячей за «Асмарал» в чемпионате России; в следующем году провёл только один матч. Из-за плохой физической формы и невысоких футбольных навыков решил завершить карьеру.
В 2002 году совместно с Константином Ерёменко основал мини-футбольный клуб «Динамо» Москва. С 2002 года был начальником команды, потом — вице-президентом. В апреле 2010 — июле 2017 — президент клуба.
С 2011 года — вице-президент АМФР.
Награждён нагрудным знаком «Почётный сотрудник МВД» (2014).